# 横浜労災病院
独立行政法人 労働者健康安全機構 横浜労災病院（どくりつぎょうせいほうじん ろうどうしゃけんこうあんぜんきこう よこはまろうさいびょういん）は、神奈川県横浜市港北区にある医療機関。独立行政法人労働者健康安全機構が運営する労災病院である。横浜市立大学医学部の関連病院であり、医師の卒後臨床研修指定病院でもある。

## 沿革
- 1991年（平成3年）6月 横浜労災病院の開院[1]。
- 2004年（平成16年）4月 独立行政法人化へ移行。

## 診療科
- 内科
- 血液内科
- 腎臓内科
- 腫瘍内科
- リウマチ科
- 精神科
- 心療内科
- 神経内科
- 呼吸器内科
- 消化器内科
- 循環器内科
- 小児科・新生児内科
- 外科
- 整形外科
- 形成外科
- 脳神経外科
- 呼吸器外科
- 心臓血管外科
- 皮膚科
- 泌尿器科
- 産婦人科・分娩部
- 眼科
- 耳鼻咽喉科
- リハビリテーション科
- 放射線治療科
- 放射線診断科
- 救急科
- 歯科・歯科口腔外科

疾患別センター
- 勤労者メンタルヘルスセンター
- 消化器病センター
- アスベスト疾患ブロックセンター
- 内分泌・糖尿病センター
- 呼吸器センター
- 循環器センター
- 脳卒中センター
- 周産期センター
- 脊椎脊髄センター

診療協力部門
- 看護部
- 中央放射線部
- 麻酔科
- 中央集中治療部
- 輸血部
- 健康診断部（人間ドック）
- 勤労者予防医療部
- 臨床検査科
- 病理診断科
- 臨床工学部
- 中央手術部
- 薬剤部
- 治験管理室
- 栄養管理部
- 診療情報管理室

## 医療機関の指定等
- 地域医療支援病院
- 地域がん診療連携拠点病院
- 救命救急センター
- 小児特定疾患医療
- B型肝炎ウイルス母子感染
- 指定養育医療機関
- 子宮癌・乳癌検診
- 指定精密健康審査
- 臨床研修病院[1]
- 外国医師臨床修練病院[1]
- 歯科医師臨床研修病院[1]
- 協力型臨床研修病院（横浜市立大学、東京大学、千葉大学）[1]
- 横浜市小児救急拠点病院[2]
- 神奈川県DMAT指定病院[3]
- 日本腎臓学会研修施設[4]
- 日本感染症学会認定研修施設[5]
- 日本心療内科学会研修施設[6]
- 日本整形外科学会整形外科専門医研修施設[7]
- 手外科認定医研修施設[8]
- 日本産科婦人科学会 産婦人科専攻医指導施設[9]
- 日本婦人科腫瘍学会 婦人科腫瘍専門医制度指定修練施設[9]
- 日本周産期・新生児医学会 母体胎児研修施設[9]
- 日本小児科学会研修支援施設[10]
- 日本気管食道科学会認定専門医研修施設（耳鼻咽喉科）[11]
- 日本頭頸部外科学会指定研修施設（耳鼻咽喉科）[12]
- 日本口腔外科学会認定研修施設[13]
- 薬物療法専門薬剤師研修施設[14]

## 交通アクセス
電車
- JR東海道新幹線・JR横浜線 新横浜駅下車 徒歩約10分。
- 横浜市営地下鉄ブルーライン・相鉄新横浜線・東急新横浜線 新横浜駅下車 徒歩約7分。

バス
- 新横浜駅 バス5番乗り場 横浜市営バス 仲町台駅行きバス停「横浜労災病院」下車。

車
- 第三京浜道路 港北インターチェンジより車で約5分。